# 四方義朗
四方 義朗（よも よしろう、1947年8月27日 -  ）は、日本のファッションプロデューサー・実業家。大阪市阿倍野区出身。関西大学法学部卒業。

## 経歴・人物
1972年、つのだひろが結成した「キャプテンひろ&スペースバンド」にベーシストとして参加（当時は「ヨモ・ヨシロー」名義）。
1976年、テレビ制作会社フルハウスに入社。1979年ファッション企画演出のノーマンに入社。スペースバンド脱退後は雑誌編集者、TV番組制作を経て、ファッションイベントの企画、演出を手がけ始める。1983年、株式会社サル・インターナショナルを設立し、ファッションショー演出に携わった。1988年には株式会社四方義朗事務所を設立する。この頃にはテレビ出演などマスコミ各方面で活躍する。1988年3月にはサル・インターナショナルの大阪支社を設立する。2011年12月をもち株式会社サルインターナショナルを代表取締役を退任し、現在もファッション関連の事業などの多分野で活躍している。

## 出演

### テレビ
- ニュースバスターズ（フジテレビ）
- 四方夜話（日本テレビ）
- 三宅裕司のいかすバンド天国（TBS） - 1度だけ三宅裕司の代理で司会を務めたことがある。
- クイズダービー（TBS、第681回・1989年3月11日放送分ゲスト出演）
- クイズ世界はSHOW by ショーバイ!!（日本テレビ） - 準レギュラー解答者
- ジャスト（TBS） - 火曜コメンテーター

### ラジオ
- 四方義朗の"よもやま本気ィトーク"

### 映画
- 野性の証明（1978年・角川春樹事務所） - テクニカルアドバイザー
- 蘇える金狼（1979年・角川春樹事務所） - スーパーアドバイザー
- 悪魔が来りて笛を吹く（1979年・東映） - 音楽プロデューサー

## 楽曲提供作品
- シモンズ
  - 「夢」（1971年／作詞・作曲）

- タンポポ
  - 「コーヒーカップが割れるように」（1976年／作曲）